# Янез Менцінгер

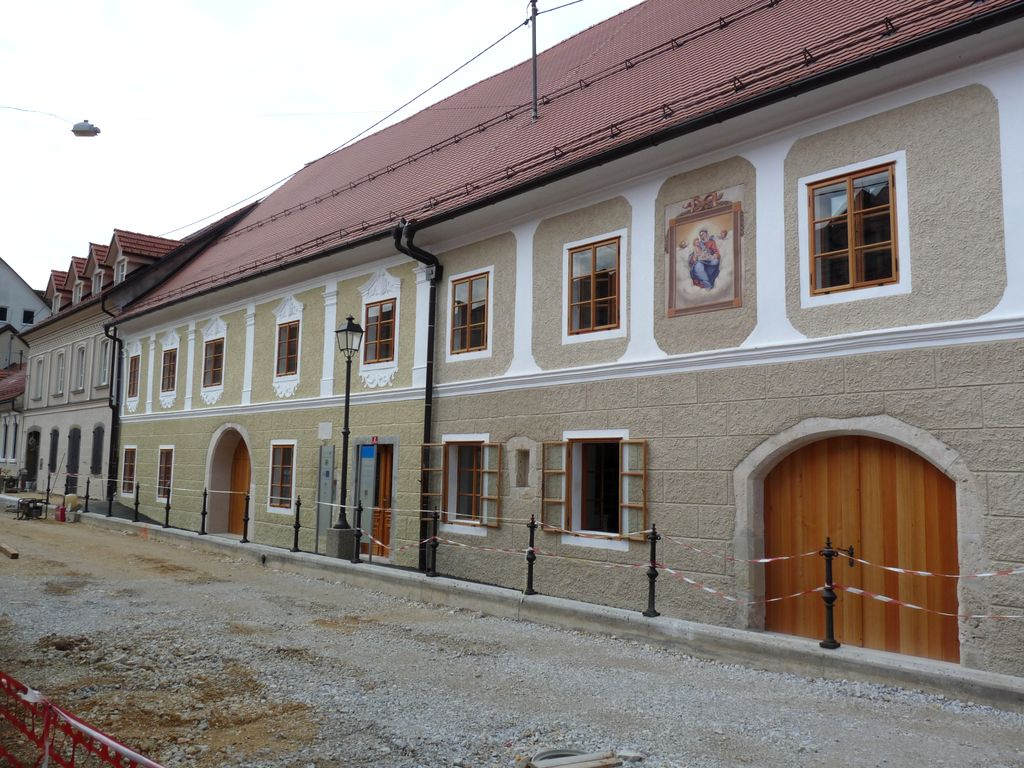
Будинок у містечку Кршко, де жив Янез Менцінгер, а до нього ним володів Янез Вайкард Вальвазор

Янез Менцінгер (словен. Janez Mencinger; нар. 26 березня 1838, Брод — пом. 12 квітня 1912, Кршко) — словенський письменник, поет, перекладач, адвокат.

## Життєпис

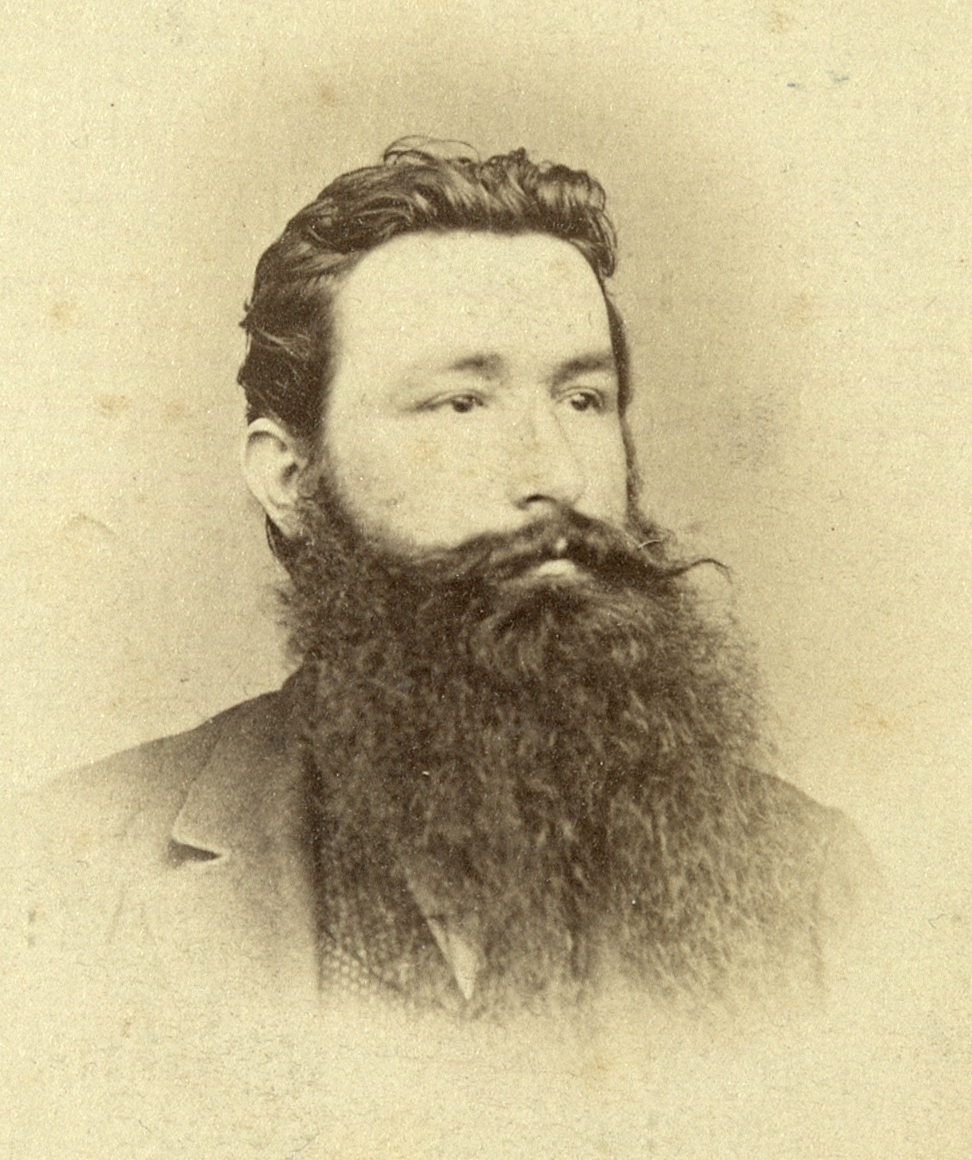
Портрет Янеза Менцінгера фотографа Стандля

Народився в селянській сім'ї Грегора та Марії Менцінгер (уродженої Сушник), був найстаршою дитиною. Навчався в народній школі в Бохінській Бистриці, а з 1849 по 1857 рр. — в гімназії в Любляні. До п'ятого класу гімназії жив у люблянській Алойзієвій семінарії. Вищу освіту здобував у Відні, де забезпечував себе, даючи уроки. Вивчав класичну філологію (1857—58), потім вибрав право, вивчення якого закінчував у Граці, де 1864 року здобув докторський ступінь. 1862 року стажувався на адвоката у Радослава Разлага у Брежицях, 1871 року, склавши адвокатський іспит, відкрив власну адвокатську контору в Крані, де певний час його помічником працював Іван Тавчар. Тут Менцінгер був також міським радником і завідував читальнею.
Як адвокат був відомий своєю майстерністю, добротою та чесністю. 1872 року він одружився з Марією Барбою з-під Кршка, а 1882 року переїхав у Кршко, де продовжив свою адвокатську діяльність. Був відвертим патріотом, але не хотів активно займатися політикою. 1894 року обраний мером Кршка, але через два роки залишив посаду через хворобу.
Помер у 1912 році. Похований у парку заслужених громадян у Кршку. Сам собі склав надгробний напис: «Тут воскресіння чекає д-р Янез Менцінгер, адвокат. свого життя судовий процес він розпочав 26 березня 1838 р. і неповністю його завершив 12 квітня 1912 р. Нехай суд буде милостивим до нього». Через десять років після його смерті, 9 липня 1922 р., на його родинному будинку відкрили пам'ятну дошку.

## Літературна творчість

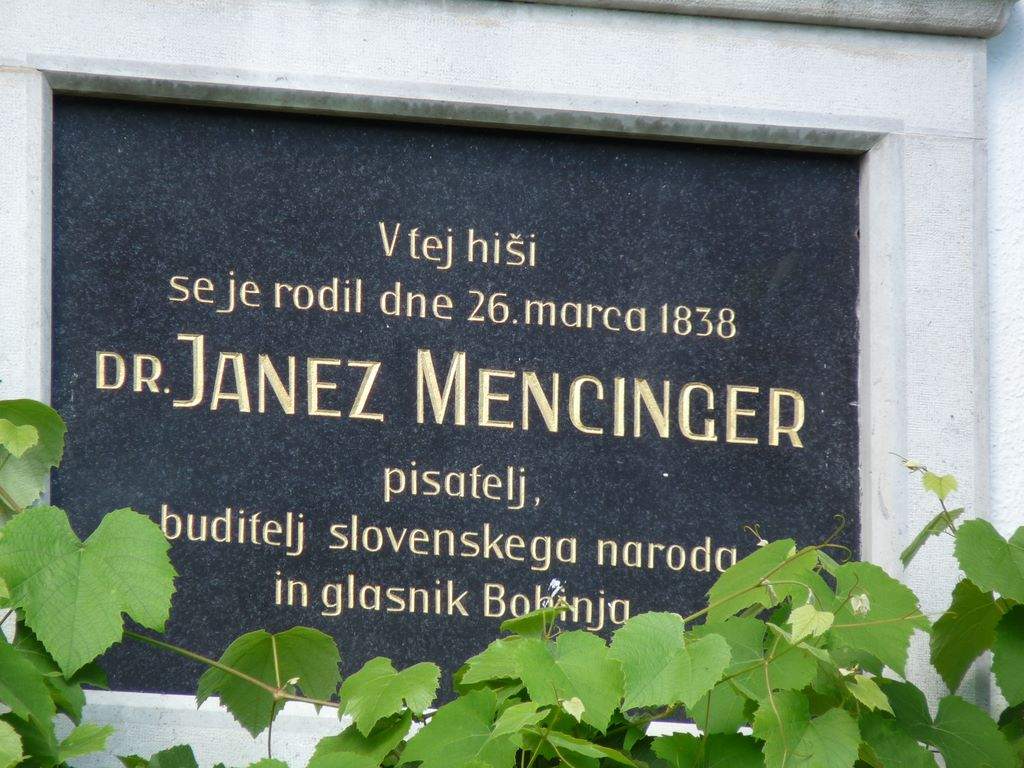
Мармурова меморіальна дошка у Броді, відкрита 1922 р.

Початок його літературної діяльності припав на його старші шкільні роки, коли він писав під впливом гурту гімназистів, що потай видавали літературну газету «Ває», від яких він був лише на пару років молодший. Його перші поезії опублікував Янез Блейвейс у часописі Kmetijske in rokodelke novice 1855 року (Kaznjena kletev) і в наступні два роки. Під час навчання у Відні він спілкувався зі Стритаром, там і визначився переважно на користь прози.
Молодіжну прозу, яка здебільшого публікувалась у журналі Slovenski glasnik (1859—1865), представлена реалістичними повістями Jerica, Vetrogončič, Bore mladost, Skušnjave in izkušnje. У них він відобразив просвітницькі, передромантичні та романтичні мотиви із селянського та замкового життя (подібно до того, як пізніше це зробив Йосип Юрчич). Своєю повістю Zgubljeni pa spet najdeni sin (1860) він став першим оригінальним автором у збірнику Slovenske večernice.
Другий період, який після тривалої перерви почався з заснування часопису Ljubljanski zvon (1881), у якому він друкувався, характеризується повчальними, виховними і соціально-розважальними оповідними творами. До них належать сатирична повість про сільську дрібну буржуазію Mešana gospoda (1881) та літературна сатира Cmokavzar in Ušperna (1883), де він пародіює «мужланське» оповідання Антона Кодера. Предметом його пародій у деяких творах були також Йован Весел Косескі та Антон Махнич.
До цього жанру належить антиутопічний роман «Абадон» (з підзаголовком «казка для стареньких») за зразком американського письменника і соціаліста Белламі, у якому він застерігає від наслідків матеріального прогресу, та його найкращий твір — подорожній нарис «Моя прогулянка на Триглав», де він із добродушним гумором змалював словенські культурні та історичні події, ожививши спогади про своїх сучасників.
Його стиль упізнається за дотепним і пустотливим стьобом, хитрощами, простотою і неологізмами. Він писав під різними псевдонімами: Янкомир, Сівор і Неяз Немцігрен.
Після 1897 року через клопоти зі здоров'ям припинив писати і присвятив себе перекладам російської класики, особливо Пушкіна і Лермонтова.

## Увічнення пам'яті
Його іменем названо:
- вулицю у Бохінській Бистриці, Целє, Крані, Кршку, Любляні та Мариборі
- дім д-ра Янеза Менцінгера у Равному-в-Бохіню
- початкову школу ім. д-ра Янеза Менцінгера у Бохінській Бистриці